# Pau Echaniz
Pau Echaniz Pal (* 29. května 2001 San Sebastián) je španělský vodní slalomář baskické národnosti. 
Závodí od šesti let, je synem kajakáře Xabiera Echanize a nevlastním synem olympijské vítězky Maialen Chourrautové. Původně se věnoval jízdě na kánoi, v níž roku 2017 získal stříbrnou medaili jako člen španělské hlídky na juniorských mistrovstvích světa i Evropy a v roce 2018 světový bronz na C2 s Ainhoou Lameirem. Pak se specializoval na kajak a v roce 2022 získal stříbrnou medaili ze světového šampionátu do 23 let v hlídkách. Téhož roku se ve Vodáckém areálu Lídy Polesné v Českých Budějovicích stal mistrem Evropy do 23 let v kajak krosu. Vyhrál závod kajakářských hlídek na Evropských hrách 2023, kde s ním v týmu byli David Llorente a Miquel Travé. Ve stejném roce s hlídkou obhájil stříbro na MS třiadvacetiletých a stal se v Bratislavě mistrem Evropy této věkové kategorie. 
Na olympiádě v Paříži v roce 2024 vybojoval na singlkajaku bronzovou medaili. V roce 2025 získal bronz v závodě hlídek na seniorském mistrovství Evropy ve vodním slalomu. V červnu 2025 vyhrál svůj první individuální závod Světového poháru, kajak kros v Pau.
Jeho zálibou je hraní a streaming League of Legends, které mu podle jeho slov pomáhá soustředit se na závody. Věnuje se také módě a založil vlastní značku oblečení nazvanou Ranger Universal.